# Gwiezdne wojny: Droidy
Gwiezdne wojny: Droidy (ang. Star Wars: Droids: The Adventures of R2-D2 and C-3PO) – amerykański serial animowany przedstawiający przygody C-3PO i R2-D2 w uniwersum Gwiezdnych wojen. Jest to pierwszy serial animowany osadzony w tym świecie. Kontynuacją serialu jest film telewizyjny Droids: The Great Heep.

## Fabuła
Serial przedstawia perypetie C-3PO i R2-D2, którzy w niejasnych okolicznościach opuścili kapitana Antillesa z Tantive IV i jeszcze nie zdążyli do niego wrócić. Historie te mają miejsce 15 BBY. Droidy po drodze spotykają różne istoty i postacie z Sagi, a wśród nich Bobę Fetta i IG-88.

## Obsada
| Rola           | Aktor (głos)     |
| -------------- | ---------------- |
| C-3PO          | Anthony Daniels  |
| Admirał Screed | Graeme Campbell  |
| Proto One      | Graeme Campbell  |
| Jann Tosh      | Rob Cowan        |
| Thall Jobin    | Rob Cowan        |
| Jord Dusat     | Peter MacNeill   |
| Sise Fromm     | Winston Rekert   |
| Mungo Baobab   | Winston Rekert   |
| Vlix           | John Stocker     |
| Greej          | John Stocker     |
| Zatec-Cha      | John Stocker     |
| Sollag         | John Stocker     |
| Jord Dusat     | Dan Hennessey    |
| Wujek Gundy    | Dan Hennessey    |
| Jyn Obah       | Dan Hennessey    |
| Vinga          | Dan Hennessey    |
| Yorpa          | Dan Hennessey    |
| Narrator       | Stephen Ouimette |
| Różne głosy    | Don Francks      |

## Odcinki
| Nr | Światowa premiera    | Angielski tytuł          |
| -- | -------------------- | ------------------------ |
| 1  | 7 września 1985      | The White Witch          |
| 2  | 14 września 1985     | Escape Into Terror       |
| 3  | 21 września 1985     | The Trigon Unleashed     |
| 4  | 28 września 1985     | A Race to the Finish     |
| 5  | 5 października 1985  | The Lost Prince          |
| 6  | 12 października 1985 | The New King             |
| 7  | 19 października 1985 | The Pirates of Tarnoonga |
| 8  | 26 października 1985 | The Revenge of Kybo Ren  |
| 9  | 2 listopada 1985     | Coby and the Starhunters |
| 10 | 9 listopada 1985     | Tail of the Roon Comets  |
| 11 | 16 listopada 1985    | The Roon Games           |
| 12 | 23 listopada 1985    | Across the Roon Sea      |
| 13 | 30 listopada 1985    | The Frozen Citadel       |